# زمین‌لرزه ۱۹۷۰ پاپوآ گینه نو
زمین‌لرزه پاپوآ گینه نو  در تاریخ ۳۱ اکتبر ۱۹۷۰ میلادی، برابر با ‎۹ آبان ۱۳۴۹، ساعت ۱۷:۵۳:۰۷ به زمان یوتی‌سی در پاپوآ گینه نو رخ داد. ژرفای این زلزله ۸٫۳ کیلومتر بود. بزرگی آن ۷٫۳ در مقیاس ریشتر اعلام شده‌است. زمین‌لرزه به وقت محلی در روز یکشنبه، ساعت ۳ روی داده و منطقه زمانی آن یوتی‌سی +۱۰ بوده‌است .
سازمان زمین‌شناسی آمریکا نیز جای این زمین‌لرزه را در مختصات ۴°۵۴′جنوبی ۱۴۵°۳۰′شرقی / ۴٫۹°جنوبی ۱۴۵٫۵°شرقی و بزرگی آنرا برابر با ۷٫۳ در مقیاس ریشتر اعلام کرده‌است. ژرفای گزارش شده از سوی این سازمان ۴۲ کیلومتر می‌باشد.
شمار کشتگان زلزله حدود ۱۵ نفر بوده‌است.تعداد زخمیان ۲۰ نفر برآورده شده‌است.سونامی نیز در این زلزله گزارش شده‌است.